# عشية
العِشِّيَّة هو جنس من السحلبيات. يشمل هذا الجنس الآن على جنس سابق Listera، المعروف بtwayblades مشيرا إلى زوج واحد من ترتيب الأوراق في قاعدة الجذع المزهر. يستوطن هذا الجنس في مناخ معتدل بالمنطقة القطبية الشمالية وفي مناطق عبر معظم أنحاء أوروبا وشمال آسيا (سيبريا، الصين، الهيمالايا، آسيا الوسطى، الخ)، وأمريكا الشمالية، مع عدد قليل من الأنواع يمتد إلى المناطق شبه الاستوائية في البحر الأبيض المتوسط، والهند الصينية، وجنوب شرق الولايات المتحدة، إلخ.

## وصلات خارجية
- Jepson Manual Treatment (former Listera only)